# Hôpital de Rosenlund
L'hôpital de Rosenlund (en suédois : Rosenlunds sjukhus) est un hôpital dans le quartier de Södermalm à Stockholm en Suède.

## Présentation
L'hôpital de Rosenlund est situé à côté de la Ringvägen et du parc Rosenlundsparken ainsi que de la rue Tideliusgatan à Södermalm. 
Il a été construit de 1884 à 1887. Les architectes étaient les frères Axel Kumlien et Hjalmar Kumlien.
Le complexe principal actuel a été conçu par l'architecte Ervin Pütsep et achevé dans les années 1970.
L'hôpital a des services spécialisés pour l’asthme/BPCO, le diabète, l’insuffisance cardiaque et les soins aux personnes âgées, et proposons des services de podologie médicale, d’acupuncture, de soutien psychologique, de soins dentaires, une maternité et un service psychiatrique, ainsi qu'un service de l'audition pour adultes et enfants et de soins d’urgence légers.

## Histoire
L'hôpital Rosenlund a ouvert ses portes en 1887 en tant qu'hospice commun de la paroisse Maria Magdalena et de la paroisse Katarina.
Il s'appellait hospice des pauvres du sud (Södermalms fattighuset), qui est devenue au fil du temps la maison de retraite de Rosenlund. Au début, la salle paroissiale était située au milieu du complexe (aujourd'hui démoli) et dans les deux bâtiments d'hébergement symétriques, quinze personnes vivaient dans chaque salle.
Au fil des années, plusieurs extensions ont été réalisées, notamment en 1897 et 1905, lorsque le bâtiment  Katarina a été inauguré. À cette époque, la maison de retraite comptait environ 1 160 places. En 1913, le bâtiment Guldbröllopshemmet a été construit le long de Ringvägen. 
Entre 1969 et 1973, le grand bâtiment de onze étages, haut de 35 mètres, a été construit, conçu par Arkitektkontor d'Ervin Pütsep.
Les activités de ce qui s'appelait alors la maison de retraite Rosenlund ont été transférées à Bergsund en 2003. 
L'hôpital Rosenlund abrite plusieurs types de cliniques liées aux soins de santé, notamment le centre de santé Rosenlund, une clinique dentaire publique et le centre de réadaptation auditive de l'hôpital universitaire Karolinska.
L'ensemble immobilier appartient au Conseil du comté de Stockholm (sv) et est géré par son gestionnaire immobilier Locum.

## Accès
- Train de banlieue:

Stockholm Sud, sortie Rosenlundsgatan/Södersjukhuset
- Bus:

Bus 4 en direction de Gullmarsplan, arrêt Rosenlund.
Depuis Skanstull bus 3 ou 4 en direction de Södersjukhuset, arrêt Rosenlund.
- Métro:

Les stations de métro les plus proches sont Skanstull, Zinkensdamm et Medborgarplatsen.

## Galerie

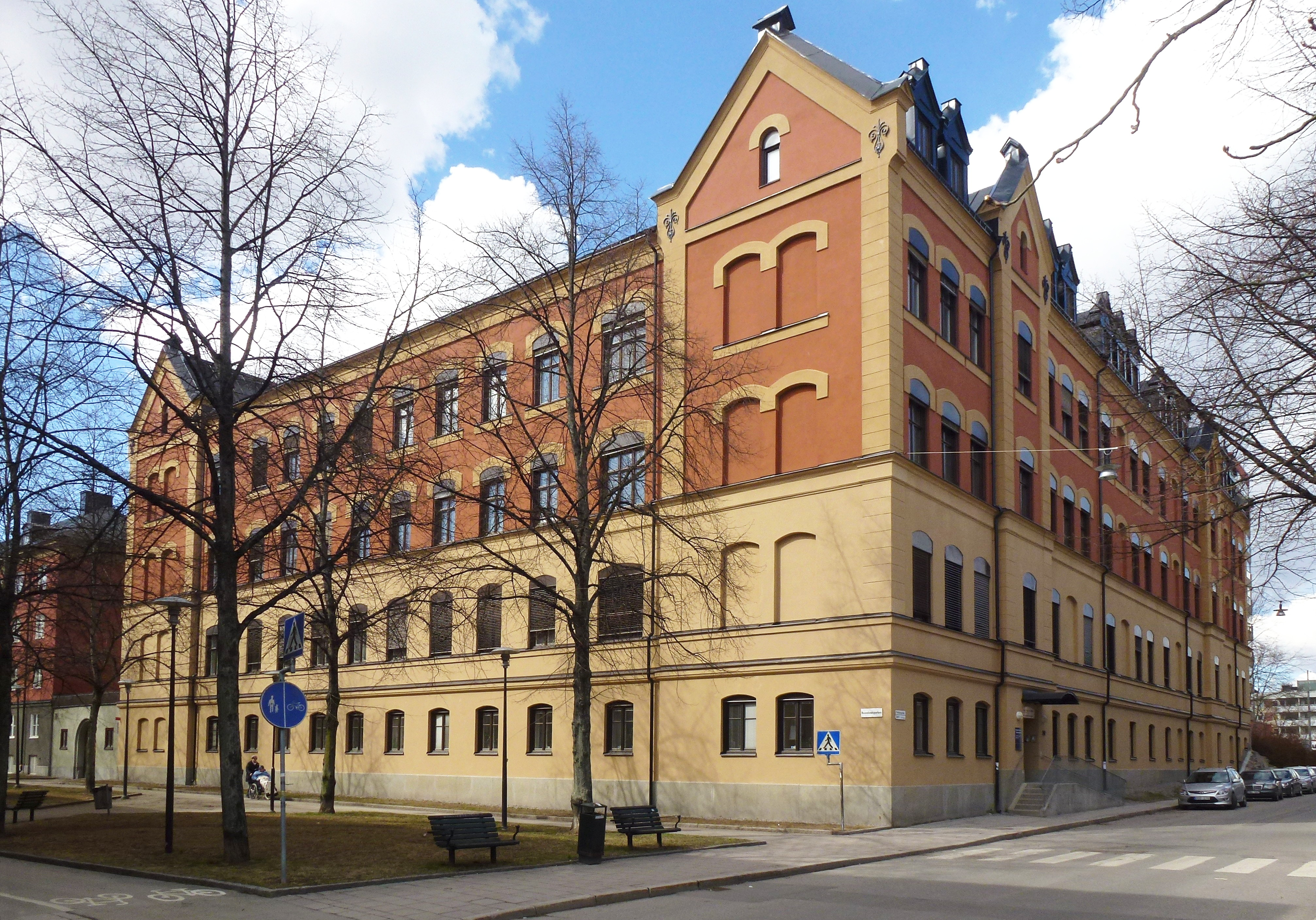
Ancien hospice des pauvres.
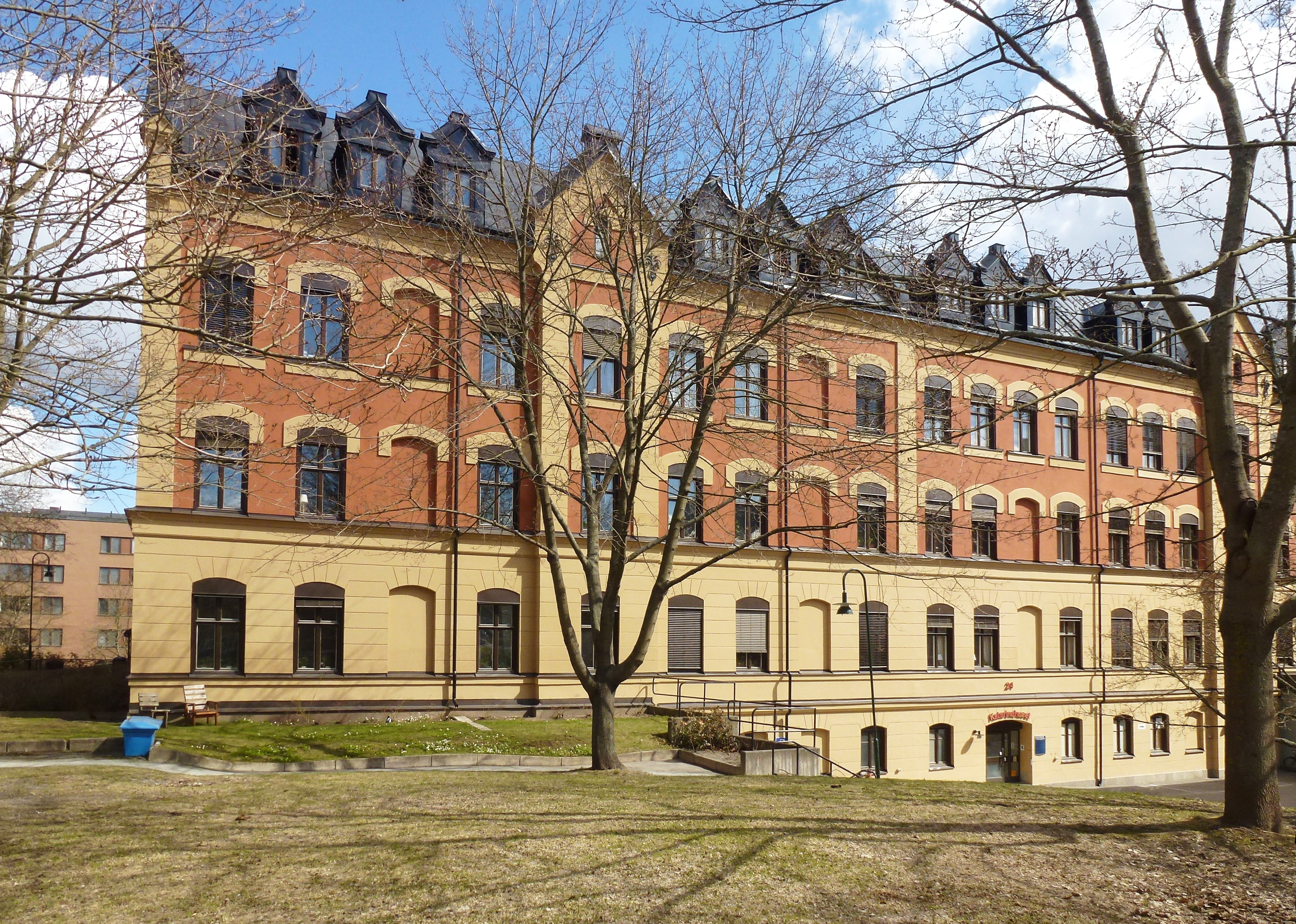
Ancien hospice des pauvres.
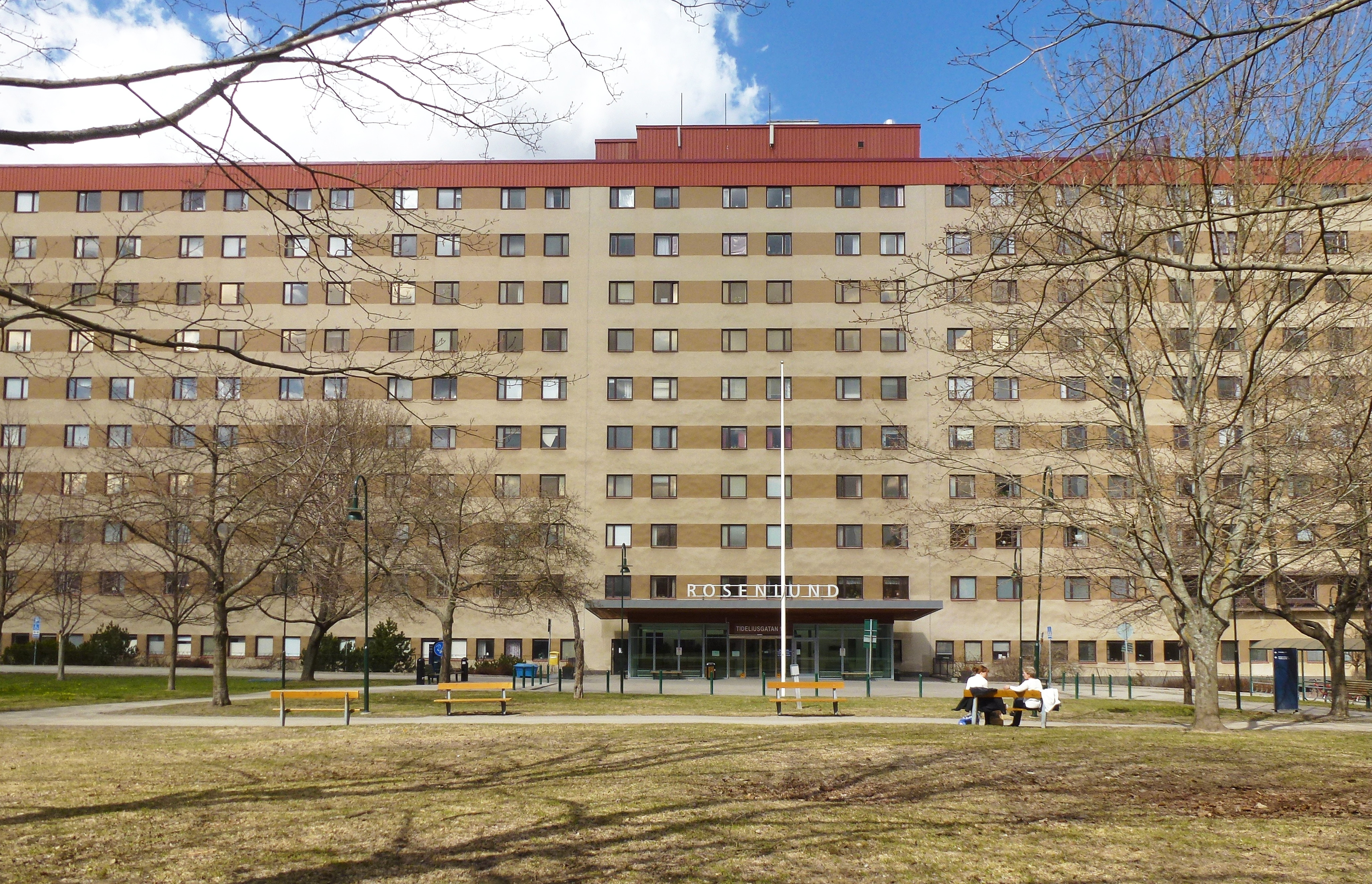
Le bâtiment principal de 1973.
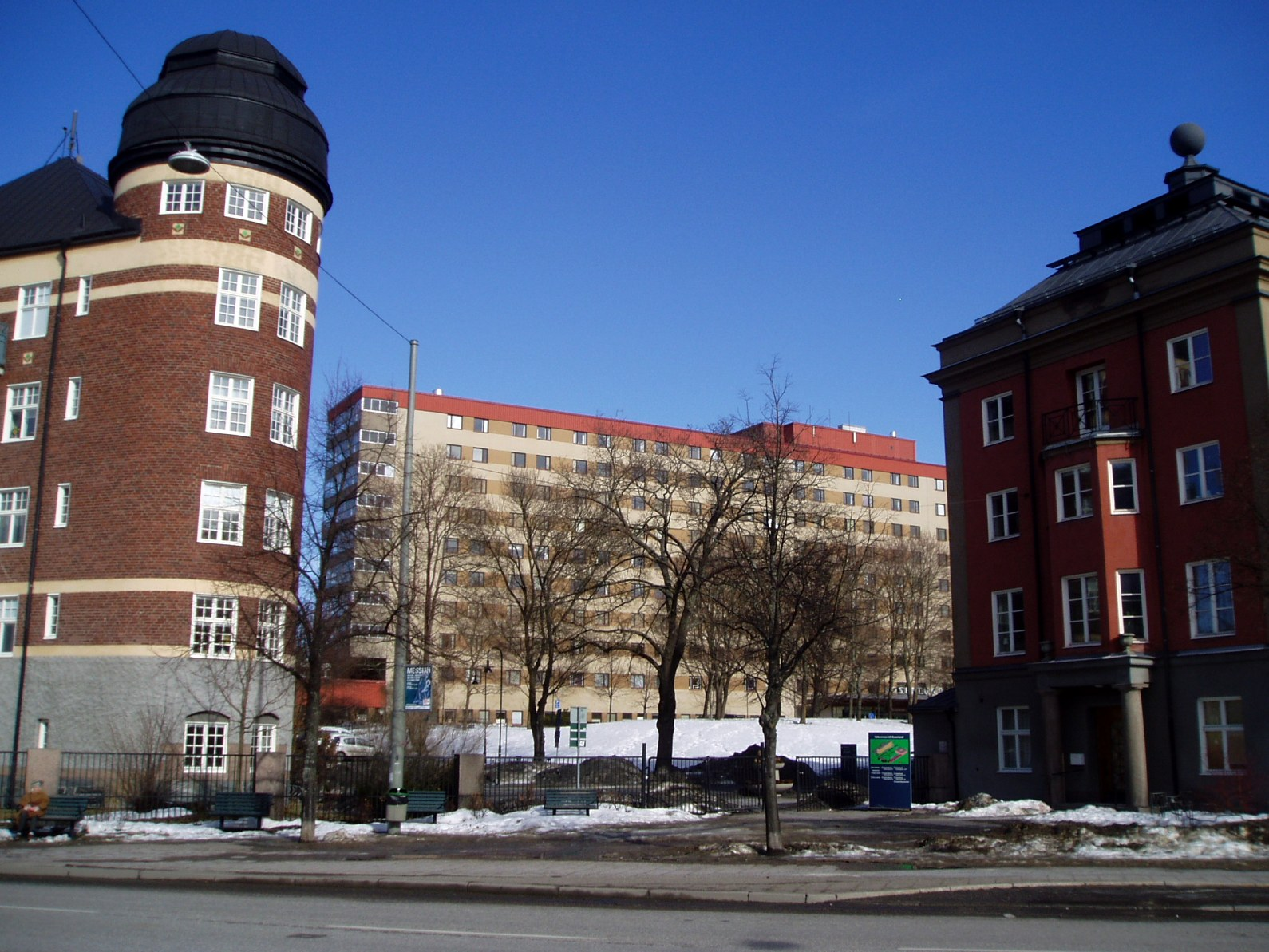
Hôpital de Rosenlund.